# Benkovce
Benkovce é um município da Eslováquia, situado no distrito de Vranov nad Topľou, na região de Prešov. Tem 8,24 km² de área e sua população em 2018 foi estimada em 548 habitantes.

## Demografia
| Ano:        | 1994 | 2004   | 2014   | 2024   |
| ----------- | ---- | ------ | ------ | ------ |
| Broj ljudi: | 554  | 541    | 534    | 567    |
| Razlika:    |      | -2,34% | -1,29% | +6,17% |

| Ano:               | 2023 | 2024   |
| ------------------ | ---- | ------ |
| Número de pessoas: | 563  | 567    |
| Diferença:         |      | +0,71% |